# Tarro de Dorchester
El tarro de Dorchester es un jarrón en forma de copa invertida. Objeto desaparecido, era, al parecer de zinc y plata, y fue hallado en dos pedazos después de una explosión utilizada para romper la roca en Meeting House Hill, en Dorchester (Boston) (Massachusetts) en 1851. Según un texto publicado por el Boston Transcript, un periódico local, el 5 de junio de 1852, reproducido en la revista Scientific American, el recipiente, de forma acampanada, tenía motivos florales incrustados en plata pudiendo tratarse de un candelabro o vaso de la época victoriana. Objeto polémico que ha sido utilizado por los creacionistas y los Pseudoarqueologos como evidencia que los modelos convencionales de la geología o la duración de la presencia humana en la tierra están equivocados.

## Descripción, contexto geológico y datación

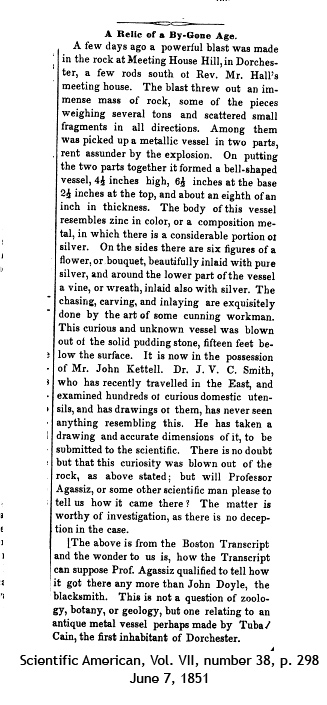
Artículo del Scientific American sobre el objeto, que se limita a reproducir el publicado en un diario local.

El recipiente se describe con forma de campana, de aproximadamente 11.5 cm de alto, 16.5 cm de diámetro como la base, y 6.4 cm de diámetro en la parte superior. El cuerpo de este objeto se dice que se asemejaba a una aleación de zinc y plata, de color plateado. Se describe que disponía de diseños florales en los lados, y un diseño de corona de flores o de vid en torno a su parte inferior, ambos con incrustaciones de plata. La principal fuente de información acerca de este objeto no ofrece ninguna imagen ni estimación de la edad del mismo. 
Presuntamente se extrajo de roca conglomerada (un tipo de roca sedimentaria) encontrada a 15 pies (unos 4 metros y medio) por debajo de la superficie de Meeting House Hill en Dorchester. El conglomerado Roxbury, en el que se encontró el objeto, ha sido datado con una antigüedad de entre 570 y 593 millones de años, durante el Período Ediacárico
Sin embargo, no hay pruebas de que se encontrara en la roca antes de la explosión, pudiendo haber sido depositada antes o justo después de la misma.